# 소주 가씨
소주 가씨(蘇州賈氏)는 한국의 성씨이다.

## 역사
임진왜란 때의 공을 세운 명나라 장수 가유약(賈維鑰)을 시조로 삼는다. 시조 가유약(賈維鑰)은 명나라 병부상서 계요도찰사(薊遼都察使)로 임진왜란 때 명나라 군대를 이끌고 조선에 들어와 안주(安州) 등지에서 왜군과 싸워 공을 세우고 돌아갔다고 한다. 그 후 정유재란이 일어나자 유격장군(遊擊將軍)인 아들 가상(賈祥)과 병부종사관(兵部從事官)인 손자 가침(賈琛)을 데리고 다시 조선에 와 소사(素沙), 남원 전투에서 공을 세웠고, 1600년 부산 포구 전투에서 아들 가상과 함께 전사하였다고 전해져 내려온다.
손자 가침이 이들의 시신을 거두어 울산 서생진(西生鎭) 도독동(都督洞)에 묻었다. 이후 가침은 조선에서 안동 권씨 권순의 딸과 혼인하여 울산에서 터를 잡고 뿌리를 내렸다. 후손들이 가유약의 출신지인 장쑤성 쑤저우(소주, 蘇州)를 본관으로 삼았다고 한다.
가침이 1647년(인조24) 죽은 뒤 가성(賈晟), 가호(賈昊), 가병(賈昺), 가수(賈遂) 네 아들이 충청도 태안으로 터를 옮겨 정착했다고 한다.
1851년(철종2) 3대의 충효를 기리는 숭의사(崇義祠)와 정문이 충청남도 태안군 남면에 세워졌는데, 가씨들은 이후 태안을 중심으로 충효의 가통을 이어왔다.

## 인물
14세손 가행건(賈行健)은 조선 헌종 때 충청도 안흥양진의 수군병마첨절제사를 지냈고 그의 아들 가일영(賈日永)은 철종 때 울진현령에 올랐다.
가중영(賈中永)은 충량과에 장원급제 하고 고종 때 가선대부를 역임했다.
가익건(賈翊健)은 프랑스 함대의 강화도 점령 때 의병을 일으켰고, 가정로(賈廷魯)는 구한말의 청백리로 알려진 인물들이다. 일제시대 독립 운동가로는 가재창, 가재연이 있다.

### 현대 인물
- 가재환(賈在桓, 1940년 ~ ) : 제12대 사법연수원장
- 가기산 - 전 대전광역시 서구청장 (태안 출신)
- 가득염 - 전 한국프로야구 선수 (대전 출신)
- 가내영 - 전 한국프로야구 선수 (인천 출신)
- 가민호 - 연세대학교 교수
- 가학현 - 연세대학교 교수
- 가애란 - KBS 아나운서 (태안 출신)
- 가세로 - 태안군수, 전 경찰(태안 출신)
- 가현정 - 작가, 방송인, 칼럼니스트(서울 출신)
- 가금현 - 언론사 대표이자 시인

## 과거 급제자
가(賈)씨는 조선시대 무과 급제자 3명을 배출하였는데, 문헌에 모두 본관이 태안 가씨(泰安 賈氏)로 기록되어 있었고, 거주지도 태안군이었다.
- 가충렬(賈忠烈, 1528년생) : 명종(明宗) 15년(1560년) 별시(別試) 을과(乙科) 2위. 아버지 보공장군(保功將軍) 가세안(賈世顔). 형 가충방(賈忠邦)·가충정(賈忠廷).[1]
- 가안책(賈安策, 1559년생) : 선조(宣祖) 16년(1583년) 별시(別試) 병과(丙科) 328위. 아버지 유학(幼學) 가충권(賈忠權). 동생 가안술(賈安術).[2]
- 가언순(賈彦恂, 1562년생) : 선조(宣祖) 32년(1599년) 별시(別試) 병과(丙科) 30위. 아버지 어모장군(禦侮將軍) 가충달(賈忠達). 형 가언퇴(賈彦㥆)·가언유(賈彦愉).[3]

## 항렬표
| 15세     | 16세   | 17세              | 18세          | 19세              | 20세          | 21세              | 22세          | 23세              | 24세          | 25세              | 26세          | 27세              | 28세          | 29세              | 30세          | 31세                       | 32세                 | 33세                 | 34세                       |
| -------- | ------ | ----------------- | ------------- | ----------------- | ------------- | ----------------- | ------------- | ----------------- | ------------- | ----------------- | ------------- | ----------------- | ------------- | ----------------- | ------------- | -------------------------- | -------------------- | -------------------- | -------------------------- |
| 口영(永) | 병(秉) | 口노(魯) 口섭(燮) | 재(在) 기(基) | 口현(鉉) 口진(鎭) | 순(淳) 한(漢) | 口희(羲) 口상(相) | 묵(默) 환(煥) | 口규(圭) 口길(吉) | 종(鍾) 호(鎬) | 口구(求) 口양(洋) | 권(權) 화(和) | 口용(容) 口형(炯) | 균(均) 철(喆) | 口석(錫) 口용(鎔) | 수(洙) 택(澤) | 口주(柱) 口동(東) 口목(穆) | 희(熙) 엽(燁) 섭(烈) | 용(鏞) 철(鐵) 옥(鈺) | 口승(承) 口택(澤) 口해(海) |

## 집성촌
- 충청남도 태안군

## 인구
- 1985년 1,733가구 7,623명
- 2000년 2,812가구 9,025명

## 같이 보기
- 태안 가씨